# HMS Sundsvall (K24)
För andra betydelser, se HMS Sundsvall.
HMS Sundsvall (K24) är en av svenska marinens korvetter av Göteborg-klass. Hon är systerfartyg till korvetterna HMS Göteborg (K21), HMS Gävle (K22) och HMS Kalmar (K23). Sundsvall är baserad vid örlogshamn Berga och tillhör 4. sjöstridsflottiljen.
Sundsvall ingick under 2006–2007 i Internationella korvettstyrkan (IKS) för beredskap att delta i en eventuell fredsoperation. Mellan april och augusti 2007 tillhörde hon UNIFIL-styrkan i Libanon.

## Halvtidsmodifiering (HTM)
I juni 2017 beställde FMV halvtidsmodifiering för drygt 1,2 miljarder kronor på korvetterna ”HMS Sundsvall” och ”HMS Gävle” med uppgradering eller utbyte av de flesta systemen, vilket innebar nytt ledningssystem med nya sensorer för luft, yt- och undervattenspaning, modernt navigationssystem och nytt manöversystem för fartygets framdrivning. Arbetet utfördes av Saab (Kockums och Surveillance) och förlänger livslängden på korvetterna med sex år.
I maj 2022 i samband med att halvtidsmodifieringen av ”HMS Gävle” blev klar, meddelade FMV att ”HMS Sundsvall” också levereras under 2022. De modifierade korvetterna i tidigare Göteborgsklassen kallas numer ”korvett typ Gävle”.
Den 14 december 2022 överlämnade FMV HMS Sundsvall till Försvarsmakten.

HMS Sundsvalls vapen